# Shekou, Fujian
Shekou (kinesiska: 社口) är en köping i sydöstra Kina. Den ligger i Fu'an i staden Ningde i provinsen Fujian, omkring 130 kilometer norr om provinshuvudstaden Fuzhou. Antalet invånare är 14 147. Befolkningen består av 6 436 kvinnor och 7 711 män. Barn under 15 år utgör 14,0 %, vuxna 15-64 år 72 %, och äldre över 65 år 12,0 %.